# Храм Михаила Архангела (Загорново)
Храм Михаила Архангела — православный храм Раменского благочиния Московской епархии Русской Православной церкви, расположен в селе Загорново Раменского района Московской области.

## История
В XVI веке село Загорново было Архангельским кладбищем на реке Дорка в волостном Раменском дворце. Во дворе издревле стояла деревянная церковь Михаила Архангела. Она была разрушена в начале XVII века. Церковная земля сдавалась в аренду. В 1642 году была построена новая деревянная церковь. В 1646 году в церкви не было священника, был только один диакон — Гришка Кузьмин.
Деревянная церковь Архангела Михаила существовала в селе с 1631 года. В 1794 году она была разобрана из-за обветшания и продана деревне Абошкино вместо постройки новой деревянной, сгоревшей в 1804 году.
Нынешняя каменная церковь Архангела Михаила построена в 1805 году на средства князя Павла Михайловича Волконского (годы жизни 1763—1808), владельца села Раменское. В 1870 году была построена трапезная с нефами Иерусалимской иконы Божией Матери и Святого Николая.
В 1903—1904 годах на средства собора села Загорново Василия Васильевича Благова была построена колокольня по проекту архитектора Карла Константиновича Брехта. При приходе в селе Сафоново есть церковно-приходская и земельная школы.
С 1914 года старостой церкви избирается крестьянин из села Старково Иван Иванович Марков. По мнению персонала, в церкви должен быть священник, диакон и псаломщик.
В 1872 году отец Василий Толгский (1842—1909) был переведен из Рузского уезда в церковь на Доркинском кладбище. Он сразу начал работать энергично: здание приходской школы было темным и сырым, он начал строить новое, которое закончил и освятил в 1887 году. Хор школы стал лучшим в городе[уточнить]. Отец Василий изобрел двухстрочную музыкальную систему, которая впоследствии была использована и в церквях Бронницкого района. Он также был профессором права в земской школе в пяти милях от церкви.
В 1889 году отец Василий был избран секретарем и казначеем Бронницкого райотдела Московского епархиального училища. В 1896 году он был утвержден окружным наблюдателем приходских школ. На свои средства и с привлечением благотворителей отец Василий собрал более сорока библиотек в разных школах района (до двухсот наименований в каждой). В 1900 году он стал протоиереем и настоятелем Бронницкого собора. Отец Василий умер в 1909 году. Отпевание прошло в Троицкой церкви села Раменское. Похоронен у алтаря церкви Архангела Михаила на Доркинском кладбище. От Раменского до Доркова (Загорново) большая толпа верующих со всей площади несли гроб в сопровождении крестного хода.
В 1895 году освящена отреставрированная церковь Архангела Михаила в Дорках. В. В. Благов (москвич) починил пол церкви, крестьянин Я. А. Морозова (тоже из Москвы) мозаичный пол в приделе, княгиня Марья Петровна Голицына-Прозоровская пожертвовала средства на строительство школы для девочек, директор Раменского Ф. М. На эти же цели Дмитриев выделил 5 000 кирпичей.
Храм в советское время не закрывался.

## Престольный праздник
- архангела Михаила (21 ноября, 19 сентября)[3]

## Духовенство
- Настоятель храма — Протоиерей Евгений Булин
- Почетный настоятель — Протоиерей Симеон Рузаев[5]